# Alfred Goodman Gilman
Alfred Goodman Gilman (North Haven, 1 juli 1941 – Dallas, 23 december 2015) was een Amerikaans farmacoloog en biochemicus. In 1994 won hij samen met Martin Rodbell de Nobelprijs voor Fysiologie of Geneeskunde voor hun ontdekking van G-proteïnen en de rol van deze eiwitten in de signaaltransductie van cellen.

## Biografie
Gilman werd geboren als zoon van Alfred Gilman, sr., een professor aan de Yale-universiteit en een van de auteurs van het farmacologieboek The Pharmacological Basis of Therapeutics. Gilmans middelste naam, Goodman, was een vernoeming naar de andere auteur van dit boek, Louis S. Goodman.
Gilman studeerde aan de Yale-universiteit, waar hij in 1962 zijn Bachelor of Science behaalde. Daarna meldde hij zich aan voor een gecombineerd MD/Ph.D.-programma aan de Case Western Reserve University School of Medicine in Cleveland, Ohio. Hij hoopte hier te kunnen studeren onder Earl Sutherland, een andere Nobelprijswinnaar. Sutherland vertrok echter naar de Vanderbilt University. In 1969 studeerde Gilman af aan Case Western. Daarna deed hij een postdoc-studie aan het National Institutes of Health, samen met Nobelprijswinnaar Marshall Nirenberg.
In 1971 werd Gilman professor farmacologie aan de Universiteit van Virginia. In 1981 werd hij voorzitter van het departement van farmacologie aan de University of Texas Southwestern Medical Center te Dallas. In 1986 werd hij verkozen tot lid van de Amerikaanse National Academy of Sciences. Naast de Nobelprijs, won hij ook de Albert Lasker Award for Basic Medical Research en de Louisa Gross Horwitz Prize van de Columbia-universiteit.
In 2005 werd hij verkozen tot decaan van de University of Texas Southwestern Medical School in Dallas, Texas. Hij diende ook als lid van de raad van adviseurs van de Scientists and Engineers for America.
Hij overleed op 74-jarige leeftijd aan alvleesklierkanker.

## Belangrijke publicaties
- Norepinephrine stimulated increase of cyclic AMP levels in developing mouse brain cell cultures. Science. 1971 Oct 15;174(6):292. PMID 4330303.
- Regulation of adenosine 3',5'-cyclic monophosphate metabolism in cultured neuroblastoma cells. Nature. 1971 Dec 10;234(5328):356-8. PMID 4332686.
- Fluorescent modification of adenosine 3',5'-monophosphate: spectroscopic properties and activity in enzyme systems. Science. 1972 Jul 21;177(45):279-80. PMID 4339302.
- The regulatory component of adenylate cyclase. Purification and properties. J Biol Chem. 1981 Nov 25;256(22):11517-26. PMID 6271754.
- The regulatory component of adenylate cyclase. Purification and properties of the turkey erythrocyte protein. J Biol Chem. 1981 Dec 25;256(24):12911-9. PMID 6273414.
- Requirements for cholera toxin-dependent ADP-ribosylation of the purified regulatory component of adenylate cyclase. J Biol Chem. 1982 Jan 10;257(1):20-3. PMID 6273425.
- The guanine nucleotide activating site of the regulatory component of adenylate cyclase. Identification by ligand binding. J Biol Chem. 1982 Oct 10;257(19):11416-23. PMID 6288684.
- The regulatory components of adenylate cyclase and transducin. A family of structurally homologous guanine nucleotide-binding proteins. J Biol Chem. 1983 Jun 10;258(11):7059-63. PMID 6304074.
- The subunits of the stimulatory regulatory component of adenylate cyclase. Resolution, activity, and properties of the 35,000-dalton (beta) subunit. J Biol Chem. 1983 Sep 25;258(18):11361-8. PMID 6309843.
- The subunits of the stimulatory regulatory component of adenylate cyclase. Resolution of the activated 45,000-dalton (alpha) subunit. J Biol Chem. 1983 Sep 25;258(18):11369-76. PMID 6309844.
- Homologies between signal transducing G proteins and ras gene products. Science. 1984 Nov 16;226(4676):860-2. PMID 6436980.
- G proteins and dual control of adenylate cyclase. Cell. 1984 Mar;36(3):577-9. PMID 6321035.
- Inhibition of receptor-mediated release of arachidonic acid by pertussis toxin. Cell. 1984 Dec;39(2 Pt 1):301-8. PMID 6094010.
- Molecular cloning of complementary DNA for the alpha subunit of the G protein that stimulates adenylate cyclase. Science. 1985 Sep 20;229(4719):1274-7. PMID 3839937.
- Splice variants of the alpha subunit of the G protein Gs activate both adenylyl cyclase and calcium channels. Science. 1989 Feb 10;243(4892):804-7. PMID 2536957.
- Adenylyl cyclase amino acid sequence: possible channel- or transporter-like structure. Science. 1989 Jun 30;244(4912):1558-64. PMID 2472670.
- Type-specific regulation of adenylyl cyclase by G protein beta gamma subunits. Science. 1991 Dec 6;254(5037):1500-3. PMID 1962211.
- Inhibition of adenylyl cyclase by Gi alpha. Science. 1993 Jul 9;261(5118):218-21. PMID 8327893.
- Recombinant G-protein beta gamma-subunits activate the muscarinic-gated atrial potassium channel. Nature. 1994 Mar 17;368(6468):255-7. PMID 8145826.
- Structures of active conformations of Gi alpha 1 and the mechanism of GTP hydrolysis. Science. 1994 Sep 2;265(5177):1405-12. PMID 8073283.
- Construction of a soluble adenylyl cyclase activated by Gs alpha and forskolin. Science. 1995 Jun 23;268(5218):1769-72. PMID 7792604.
- Tertiary and quaternary structural changes in Gi alpha 1 induced by GTP hydrolysis. Science. 1995 Nov 10;270(5238):954-60. PMID 7481799.
- The structure of the G protein heterotrimer Gi alpha 1 beta 1 gamma 2. Cell. 1995 Dec 15;83(6):1047-58. PMID 8521505.
- GAIP and RGS4 are GTPase-activating proteins for the Gi subfamily of G protein alpha subunits. Cell. 1996 Aug 9;86(3):445-52. PMID 8756726.
- Crystal structure of the adenylyl cyclase activator Gsalpha. Science. 1997 Dec 12;278(5345):1943-7. PMID 9395396.
- Crystal structure of the catalytic domains of adenylyl cyclase in a complex with Gsalpha.GTPgammaS. Science. 1997 Dec 12;278(5345):1907-16. PMID 9417641.